# Andrew Cunanan
Andrew Phillip Cunanan, né le 31 août 1969 à National City (Californie) et mort le 23 juillet 1997 à Miami Beach (Floride), est un tueur en série américain notamment connu pour avoir assassiné le couturier Gianni Versace.

## Biographie
Andrew Philip Cunanan est né  le 31 août 1969 à National City en Californie. Il est le plus jeune des quatre enfants de Modesto Cunanan, un immigré philippin, et de Mary Anne Schillaci, une petite-fille d'immigrés italiens,.
Andrew Cunanan fréquente dans sa jeunesse les bars et clubs gay de San Francisco. Il y aurait rencontré sa première victime, Jeffrey Trail. Il s'y fait parfois connaître sous le nom d'Andrew DeSilva ou de Drew Cunningham.
Diplômé de la Bishop's School de La Jolla (Californie), il choisit, pour accompagner son portrait dans le livre de fin d'année scolaire, la citation de Louis XV : « Après moi, le déluge ».
Alors qu'il a fini ses études supérieures, son père, courtier en bourse, est accusé de détournement de fonds, et fuit les États-Unis pour rejoindre Manille, emportant avec lui l'intégralité des économies de la famille.
Andrew Cunanan exerce différents petits boulots, notamment employé dans un drugstore à Rancho Bernardo, un quartier de San Diego (Californie). Il est décrit par son employeur comme un collaborateur serviable et sociable. Une de ses connaissances, interrogée par les services de police le 8 mai 1997, le décrit comme un consommateur de crack et indique qu'il est également impliqué dans un trafic de médicaments.
Andrew Cunanan est régulièrement décrit comme mythomane : il s'invente régulièrement des vies multiples, prétend effectuer fréquemment des voyages lointains — à Paris, à Florence, à Hawaï notamment et ment à de nombreuses connaissances sur ses moyens matériels et financiers.

### Meurtres
Les motivations d'Andrew Cunanan restent mystérieuses. Les enquêteurs du FBI ont supposé qu'il visait des hommes homosexuels, poursuivant ainsi une sorte de revanche ; en effet, il semble qu'Andrew Cunanan se pensait infecté par le VIH. Le Miami Herald révèle quelques jours après son suicide que Cunanan était séronégatif, selon son rapport d'autopsie.
Le profileur criminel et psychothérapeute américain John Kelly développe la thèse selon laquelle l'assassinat de Gianni Versace aurait été motivé par la recherche de célébrité.

#### Jeffrey Trail
À la fin du mois d'avril 1997, Andrew Cunanan achète un aller simple pour Minneapolis (Minnesota). Il réside chez son ex-petit ami, David Madson, 33 ans, prétendant vouloir démarrer « une nouvelle vie » et avoir besoin d'un hébergement temporaire.
Le 27 avril, dans l'appartement de David Madson, il bat à mort à l'aide d'un marteau Jeffrey Trail, 28 ans, un ancien officier de la Navy qu'il avait rencontré précédemment,.

#### David Madson

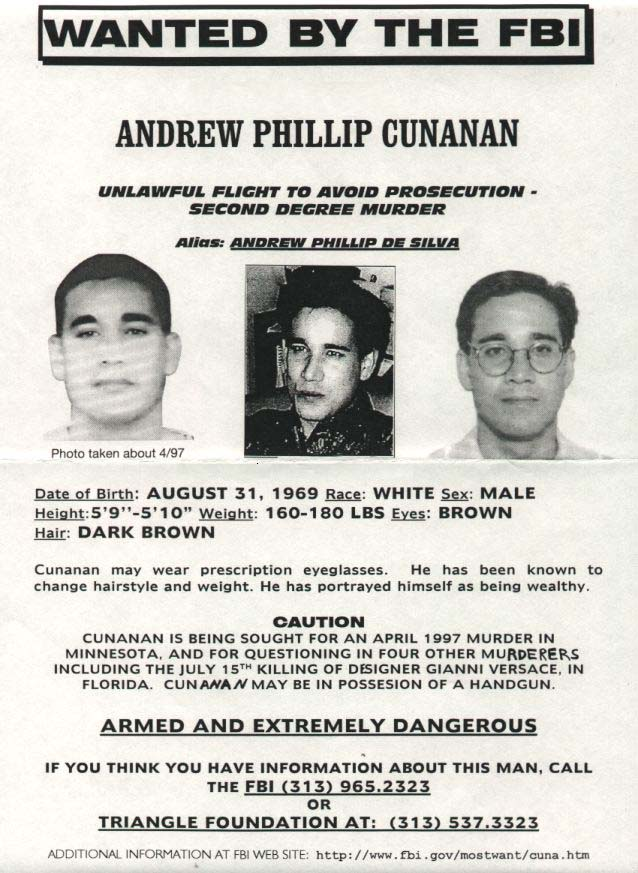
Avis de recherche du FBI concernant Andrew Cunanan, 1997.

Le lendemain du meurtre de Jeffrey Trail, David Madson est remarqué par des voisins en train de promener son chien en compagnie d'Andrew Cunanan.
Le 2 mai, alors qu'ils sont tous les deux en cavale, Cunanan tue David Madson d'une balle dans la tête aux abords du lac East Rush dans le Minnesota.

#### Lee Miglin
Andrew Cunanan rejoint ensuite Chicago (Illinois) où le 4 mai, il torture et assassine Lee Miglin (en), un riche promoteur immobilier de 72 ans. Les enquêteurs ne parviennent pas à affirmer avec exactitude si Cunanan et Miglin se sont rencontrés précédemment, bien que certains rapports du FBI indiquent qu'il est possible que Miglin ait participé à des actes BDSM avec d'autres hommes. Il dérobe la Lexus de Miglin, dans laquelle un téléphone permet à la police de le localiser.

#### William Reese
Le 9 mai 1997, Andrew Cunanan tue William Reese, 45 ans, sa quatrième victime, dans le cimetière national de Finn's Point dans le New Jersey. Il y abandonne la voiture de Miglin et vole celle de Reese, un 4x4 Chevrolet rouge.
Le 12 juin 1997, il devient la 449e personne à rejoindre la liste des 10 fugitifs les plus recherchés du FBI.

#### Gianni Versace

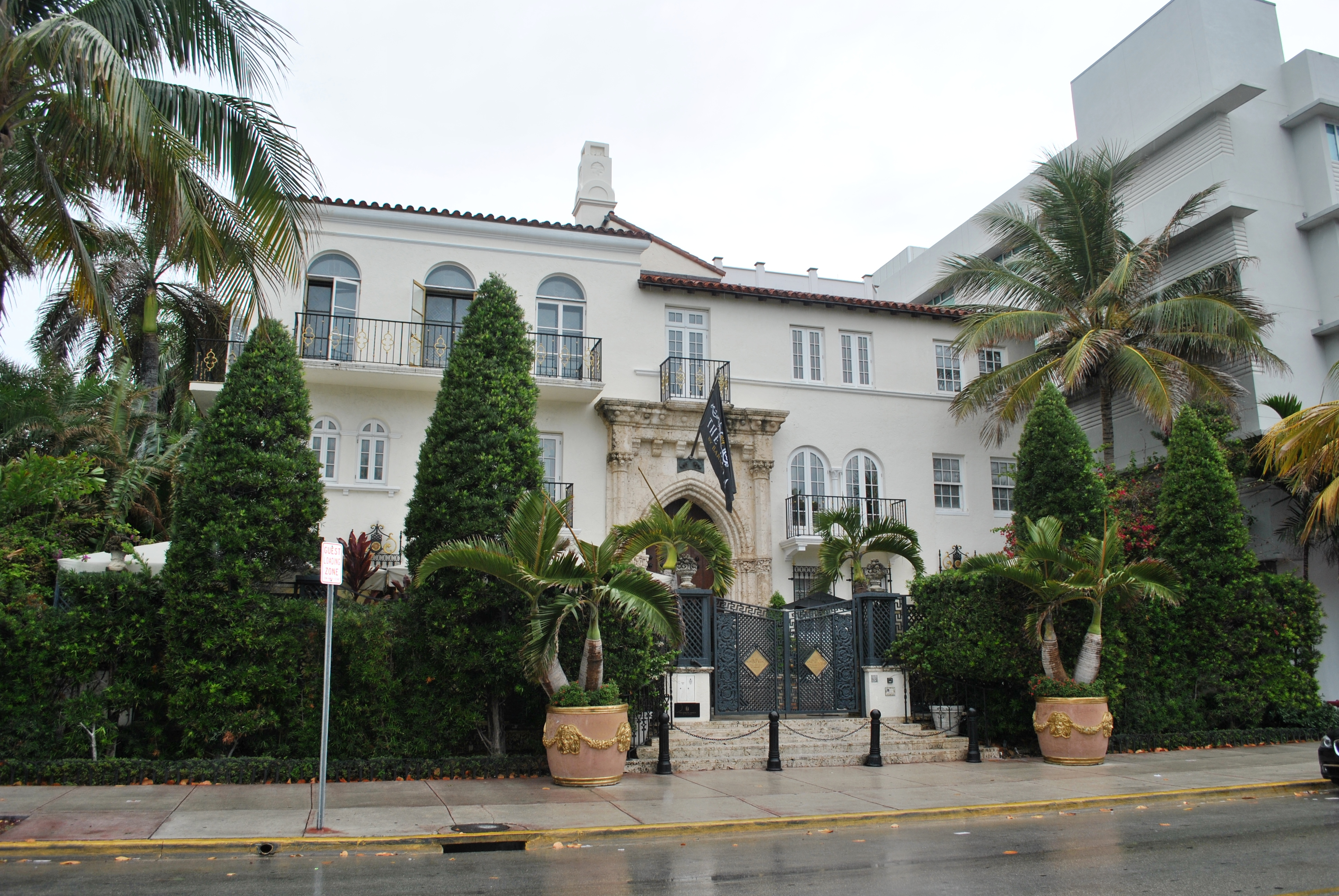
La Casa Casuarina à Miami Beach, 2012.

Andrew Cunanan aurait prétendu devant certains de ses amis connaître Gianni Versace mais rien ne semble corroborer cette version.
Le 15 juillet 1997, il tue le couturier de deux balles à l'arrière de la tête, alors que celui-ci s'apprête à entrer dans la Casa Casuarina, sa propriété de Miami Beach, après s'être rendu dans un café pour acheter un journal italien et un numéro du magazine Vogue.

### Poursuite et suicide
Quelques heures après le meurtre de Gianni Versace, les enquêteurs trouvent dans un parking le 4x4 Chevrolet rouge qu'Andrew Cunanan avait dérobé à William Reese.
Plusieurs signalements suivis de la visite d'un concierge, qui reconnaît Cunanan, mènent au déploiement, le 23 juillet 1997 à partir de 16 heures, de forces de l'ordre, lourdement armées, et d'hélicoptères autour d'une maison flottante située à Indian Creek, à 3 km de la propriété de Versace. La maison appartenait à Torsten Reineck, un citoyen allemand propriétaire d'un spa gay à Los Angeles. Aucun lien entre le propriétaire de la maison et Andrew Cunanan n'a été démontré. Le siège dure 5 heures.
À 20 h 03, Andrew Cunanan se suicide sur le lit de la chambre principale, vêtu d'un caleçon blanc, en se tirant une balle dans la bouche, avec l'arme  à feu qu'il avait utilisée pour assassiner Gianni Versace,.
Ses cendres sont entreposées au Holy Cross Cemetery (en) de San Diego (Californie).

## Dans la culture populaire

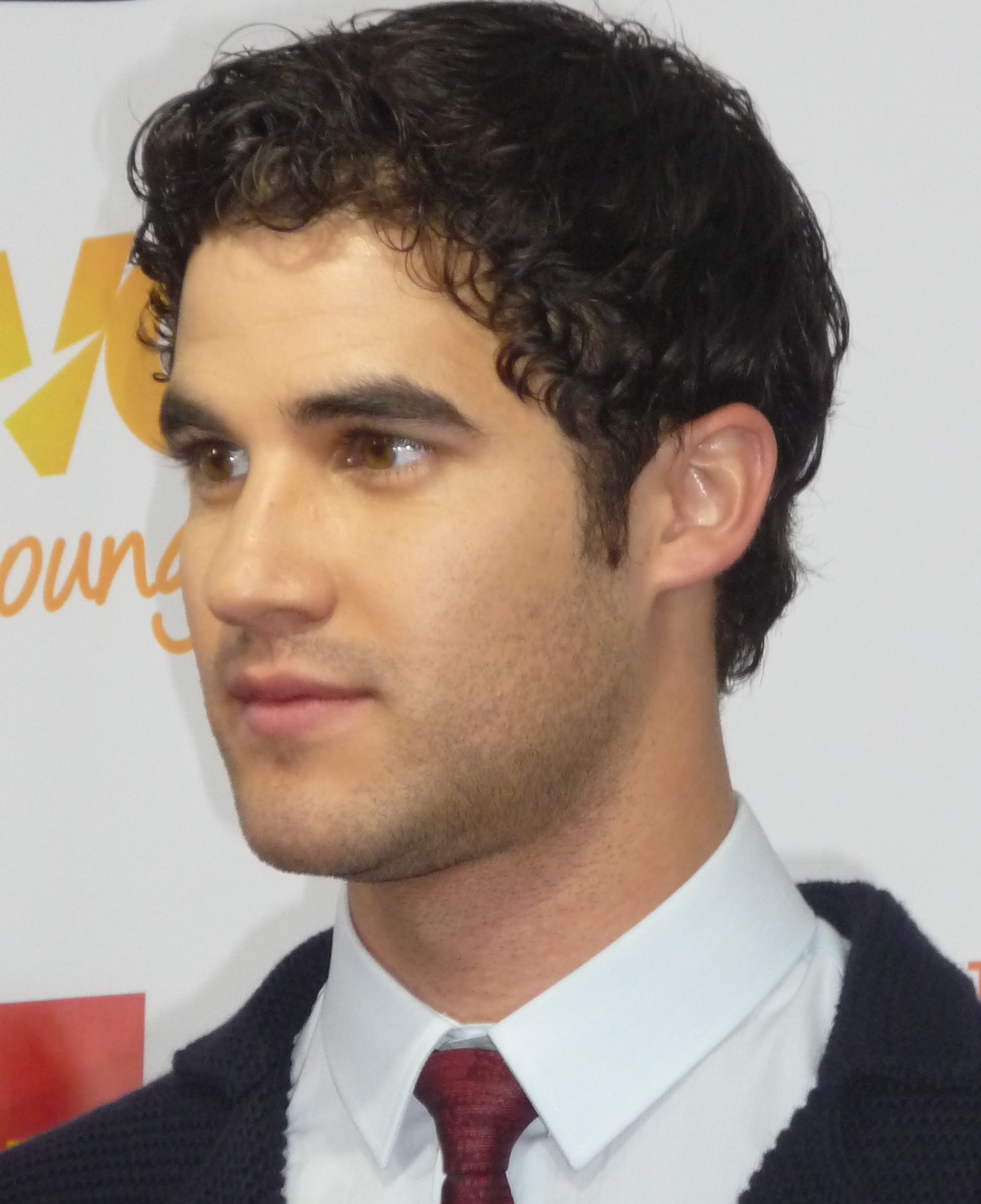
Darren Criss en 2012. Il incarne Andrew Cunanan en 2018.

Andrew Cunanan a été incarné à l'écran par Shane Perdue dans le film The Versace Murder (en) réalisé par Menahem Golan en 1998, par Luke Morrison dans le téléfilm House of Versace de 2013, et par Darren Criss dans la deuxième saison de la série d'anthologie American Crime Story, diffusée en 2018.
La série documentaire Mugshots de la chaîne American Court TV (maintenant TruTV) a consacré un épisode à Andrew Cunanan, intitulé Andrew Cunanan The Versace Killer.
Le groupe rock américain Modest Mouse a intitulé l'un des morceaux de leur sixième album Strangers to Ourselves, Pistol (A. Cunanan, Miami, FL. 1996).

### Films et documentaires
- Démoniaques (2007) - saison 2 épisode 1
- Fashion Victim: The Killing of Gianni Versace (2001)
- City Confidential (1998)
- Andrew Cunanan Biography
- My Night with Andrew Cunanan (2013)
- American Crime Story (2018) - saison 2